# Абурі-крикун білоголовий
Абурі-крикун білоголовий (Pipile cumanensis) — вид куроподібних птахів родини краксових (Cracidae).

## Поширення
Вид поширений на півночі та заході Бразилії, півночі Болівії, в Перу та Еквадорі, на сході Колумбії, півдні Венесуели та у Гвіані. Мешкає у вологих низинних лісах (іноді до 1000 м) та прибережних лісах, переважно на узліссях, де ліс зустрічається з відкритою місцевістю або річкою.

## Опис
Його довжина, в середньому, становить 69 см. Має чорне оперення з білими головою та кінчиками крил. Дзьоб білий біля основи і блакитний на кінчику. Горло блакитне. Ноги червонуваті.

## Спосіб життя
Харчується плодами пальм. Мешкає у верхньому або середньому ярусі лісу і рідко буває на землі. У високій і щільній частині крони дерева влаштовує гніздо. Самиця відкладає 3 яйця.

## Підвиди
- Pipile cumanensis cumanensis — Колумбія, Венесуела, Еквадор і Бразилія.
- Pipile cumanensis grayi — південний схід Перу і північний схід Болівії.